# フェラーリ・365GTB/4
365GTB/4および365GTS/4は、イタリアの自動車メーカー、フェラーリが1968年から1973年まで製造したスポーツカー（グランツーリスモ）。365GTB/4はクーペ、365GTS/4はスパイダーである。
フェラーリ・デイトナという通称でも呼ばれる。

## 概要
365GTB/4は1968年のパリ自動車ショーで、当時のフェラーリのフラグシップモデルとしてデビューした。1973年までに1,406台のGTB/4が生産されたが、158台が右ハンドル、122台がスパイダー（365GTS/4右ハンドルは7台）であったが、後年になってクーペからスパイダーに改造された例もある。
「デイトナ」の愛称は1967年のデイトナ24時間レースでフェラーリのスポーツプロトタイプ・330P4と412Pが圧倒的な強さを誇り1-2-3フィニッシュを果たしたことから、マーケティング上そのように呼ばれるようになった。365GTB/4の「365」は当時のフェラーリの例に洩れず12気筒エンジンの単室容量、GTはグランツーリスモ、Bはベルリネッタ（クーペ）、4は4カムシャフト（DOHC）を意味する。
エンジンは新設計のシリンダーブロックを持つV型12気筒に6ウェーバーキャブレターが組み合わせられ、最高速度 280 km/h・0-60mph加速 5.4秒という当時世界最速水準の動力性能を誇った。
エクステリアは前身の275GTB/4のクラシカルな美しさとは対照的な、1970年代的なダイナミックな新しさを持ちながら破綻のないピニンファリーナのレオナルド・フィオラヴァンティによるデザインである。初期型は透明なプレクシグラス（Plexiglas、アクリル樹脂、商品名）内に4灯式ヘッドライトを備えていたが、主要な市場であるアメリカの安全基準に合致させるため、1970年にリトラクタブル式に変更された。

### 評価

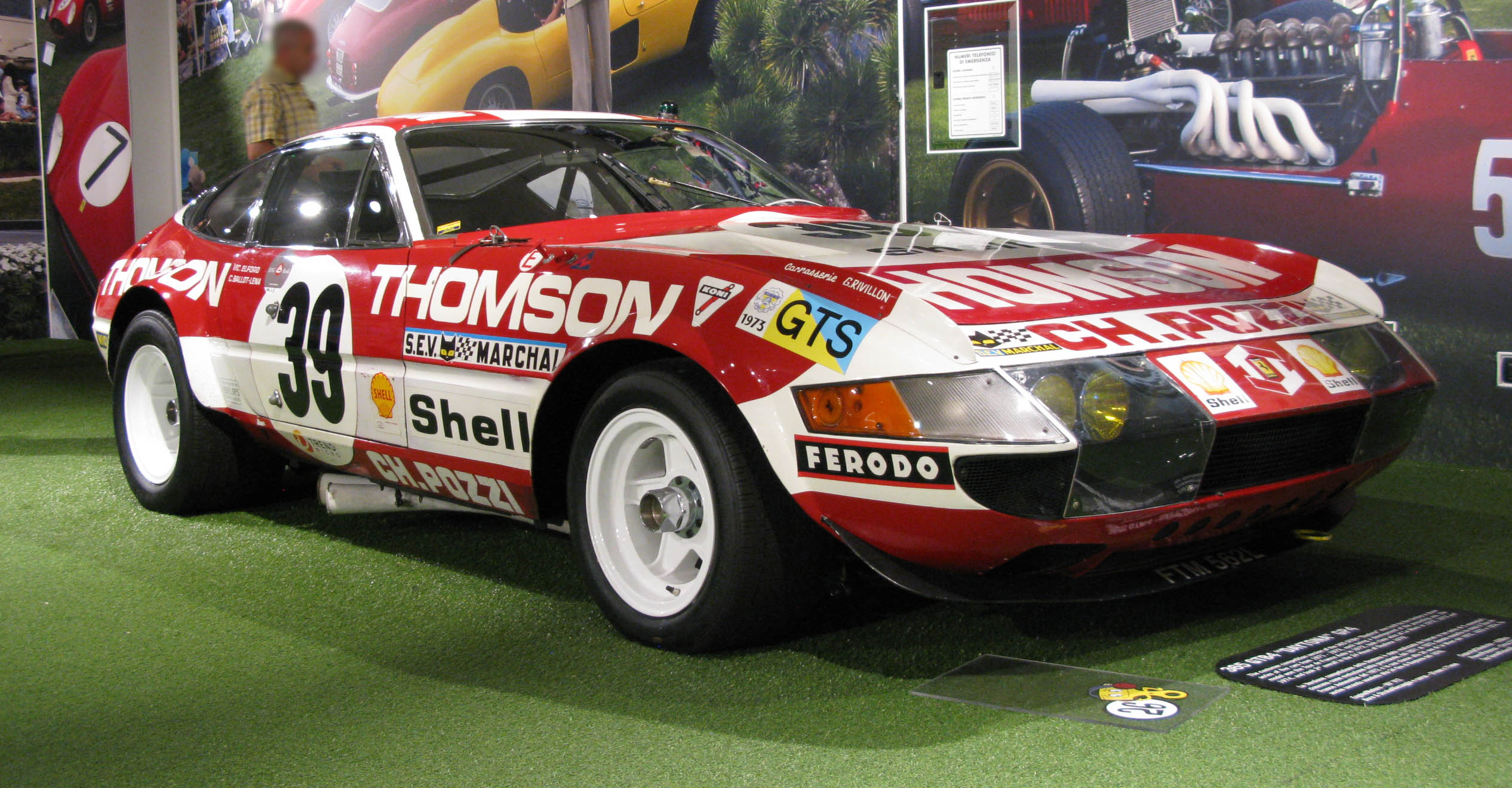
「シャルル・ポッツィ」からル・マン24時間レースに参戦したマシン

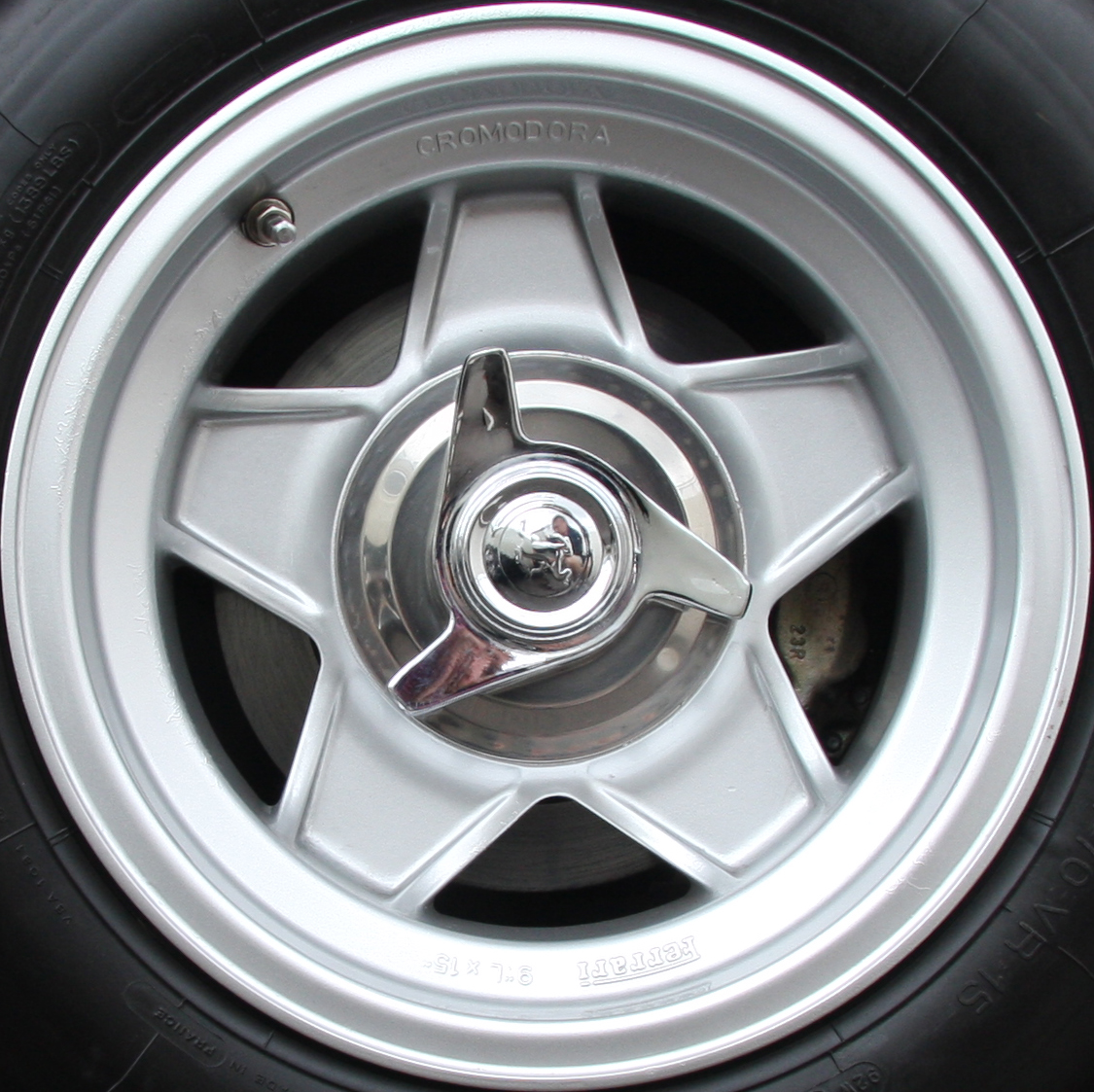
フェラーリ・365GTB/4で使用されている、Cromodoraのノックオフハブ付きセンターロック式アロイホイール

1996年に550マラネロが登場するまで、フェラーリのスーパースポーツ（ベルリネッタ）としては途絶えてしまうFRレイアウトによる古典的で豪快な操縦性が高く評価された。
高い性能とクラシカルなスタイリングのみならず、1972年から1974年までル・マン24時間レースGTクラス3年連続クラス優勝、生産中止から6年後である1979年のデイトナ24時間レース2位入賞などの輝かしいレーシングヒストリーなど数々の魅力があり、自動車雑誌Sports Car Internationalによって2004年には'Top sports car of the 1970s'に選ばれており、'Motor Trend Classic'誌は 'Greatest Ferraris of all time'の第2位に選んでいる。
このため今日でも中古車は非常な高値で取引されている。2017年9月9日には、日本の岐阜県の納屋に眠っていた公道走行可能なアルミニウム製車両 がサザビーズの競売に掛けられ、1,807,000ユーロ（約2億3,000万円）で落札されている。
なお、ランボルギーニ・ミウラと生産期間が重なり、スペックが（少なくとも公称値では）拮抗していることから、後のカウンタックと365GT4BBのようにライバル関係とされることもある。